# ادوارد مولینارو
ادوارد مولینارو (فرانسوی: Édouard Molinaro‎; ۱۳ مهٔ ۱۹۲۸ – ۷ دسامبر ۲۰۱۳) یک هنرپیشه، تهیه‌کننده، کارگردان، و فیلم‌نامه‌نویس اهل فرانسه بود.
از آثار او می‌توان به تله‌فیلم خانواده پواسونار اشاره نمود.

## زندگی هنری
مولینار کار خود را در مقام کارگردان با فیلم‌های جنایی آغاز نمود، اما پس از چند سال به ساخت سینمای کمدی روی آورد که در تعدادی از آنها لوئی دوفونس، کمدین مشهور فرانسوی بازی می‌کرد. «قفس پرندگان» در سال ۱۹۷۸ ساخته شد. او برای این فیلم نامزد دریافت اسکار شد. نسخه آمریکایی این فیلم در سال ۱۹۹۶ با همین عنوان ساخته شد. «اسکار» (۱۹۶۷) با بازی لویی دو فونس و عمو بنجامین (۱۹۶۹) با بازی ژاک برل، از دیگر فیلم‌های محبوب مولینارو بود. او در سال ۱۹۹۶ از سوی آکادمی فرانسه برای یک عمر دستاورد هنری‌اش جایزه رنه کلر را دریافت کرد. مولینار در سال‌های اخیر بیشتر فیلم‌های تلویزیونی می‌ساخت و اپیزودهایی از سریال‌های پرطرفدار را کارگردانی می‌کرد.
او به علت نارسایی ریوی در روز ۷ دسامبر ۲۰۱۳ در ۸۵ سالگی در بیمارستانی در شهر پاریس درگذشت.
فرانسوا اولاند، رئیس‌جمهور فرانسه با انتشار بیانیه‌ای از مولینار تقدیر کرد و گفت:
"ادواردو مولینارو استعدادی داشت که بتواند مردم زیادی را به فیلم‌های عالی خود جذب کند."

## فیلمشناسی
- اسکار (۱۹۶۷)
- مزاحم (۱۹۷۳)
- شتابزده (۱۹۷۷)
- قفس پرندگان (۱۹۷۸)
- قفسی برای دیوانگان ۲ (۱۹۸۰)